# Siły Zbrojne Mjanmy
Siły Zbrojne Mjanmy (bir. တပ်မတော, Tatmadaw) – siły zbrojne Republiki Związku Mjanmy (Birmy) obejmujące wojska lądowe, marynarkę, lotnictwo, a także policję. Siły zbrojne liczą około pół miliona ludzi i w teorii są armią ochotniczą, co nie wyklucza jednak powołań. Nieregularne oddziały paramilitarne liczą dalsze 72 000 ludzi.

## Historia

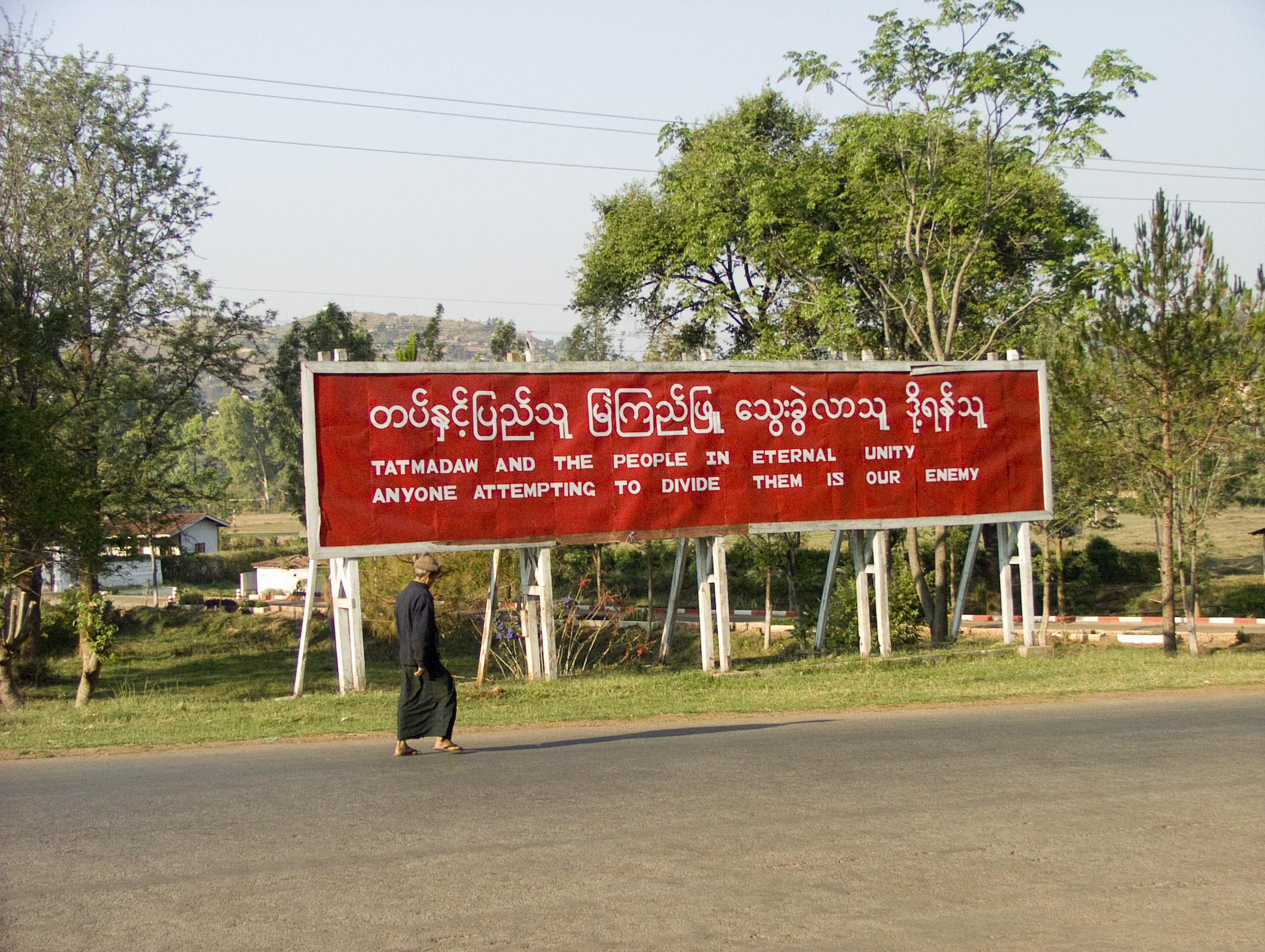
Propaganda wojskowa

Armia Królestwa Birmy istniała przez setki lat, od XVII wieku kontrolę nad Birmą próbowało przejąć portugalskie imperium kolonialne, a następnie Francuska Kompania Wschodnioindyjska, dopiero w XIX wieku, po serii trzech wojen z imperium brytyjskim w latach 1824–1885 instytucja armii przestała istnieć, a Birma znalazła się w granicach Indii Brytyjskich. W momencie powstania w 1948 siły zbrojne wywodziły się z wojska Birmy Brytyjskiej oraz Armii Narodowej. W tym czasie zwalczała zbrojne powstania etniczne, dysydentów politycznych i narkobiznes.
W 1948 roku Birma stała się niepodległym krajem, po puczu w 1962 roku armia przejęła władzę (oficjalnie kraj był rządzony nie przez juntę, a Birmańską Partię Socjalistyczną), utrzymała się przy niej do 1988, kiedy wybuchł społeczny bunt. Zamiast wprowadzenia demokracji w kraju, armia przeprowadziła kolejny zamach stanu, a władzę przejęła Partia Rozwoju i Odbudowy. Od 2011 roku wprowadzono jednak instytucję prezydenta Mjanmy oraz przeprowadzono wybory. 
Od 1962 północny stan Kaczin dążył do utworzenia państwa niepodległego od Birmy. W wyniku ofensywy w 1994 siły rządowe doprowadziły do uznania władzy centralnej. W 2011 wojsko wznowiło walki z rebeliantami, pod koniec 2012 rozpoczęto ofensywę z wykorzystaniem lotnictwa.

## Wojsko lądowe

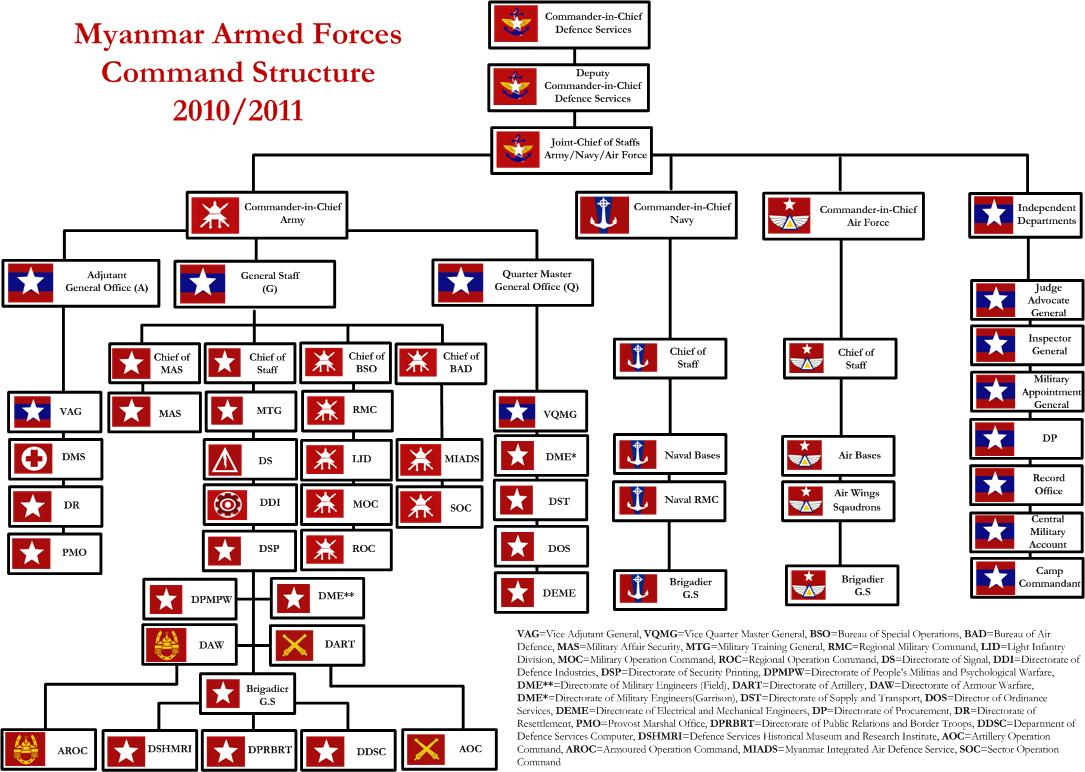
Struktura dowodzenia sił zbrojnych

Wojska lądowe stanowią zdecydowaną większość sił zbrojnych, licząc 350 tysięcy ludzi są zgrupowane w 337 batalionów piechoty i 37 pułków artylerii, otrzymują większość budżetu obronnego. Od 1948 armia zwalczała ponad 40 bojówek lub grup powstańczych. Dawne brytyjskie uzbrojenie, jak czołgi Comet zastąpiło w większości sprzęt pancerny pochodzący z ChRL, także używany sprzęt sprowadzany z Ukrainy, bardziej zaawansowane systemy przeciwlotnicze sprowadzono bezpośrednio z ZSRR. Armia dzieli się na 13 regionalnych dowództw odpowiadającym w większości prowincjom kraju, te podlegają pod 6 dowództw geograficznych. Oprócz nich występują dowództwa operacyjne, w tym 10 pancernych: 6 batalionów czołgów i 4 bataliony piechoty zmotoryzowanej, 10 dowództw operacji artyleryjskich: 113 batalionów artylerii, 10 dywizji obrony przeciwlotniczej z 9 batalionami/bateriami SAM lub artylerii.
Czołgi podstawowe:
- VT-1A - 50 sztuk
- T-72S - 14 sztuk (ex-ukraińskie)
- T-55 - 10 sztuk (dar Indii)
- Typ 88B - 200 sztuk
- Typ 69-II - 80 sztuk
- Typ 62 - 105 sztuk
- Typ 59D - 25 sztuk

Transportery:
- Typ 85 - 250
- Typ 90 - 55
- MTLBM - 26 (ex-ukraińskie)
- BTR-3U Guardian - 10

Artyleria:
- NORINCO SH-1 155 mm - 150
- Nora B-52 155 mm - 30
- M2A1 105 mm - 172 (ex-USA i ex-jugosłowiańskie)
- D-30 122 mm - 100 (ex-rosyjskie)
- KH-179 155mm - 100
- M-46 130 mm - 160
- Soltam M-68 155mm - 16
- BM-21 Grad - 320

Systemy przeciwlotnicze:
- Bristol Bloodhound - 60 (z Singapuru)
- 2K12 Kub - 24
- S-125 - 24
- S-75 - 48
- 2K22 Tunguska - 24
- 9K38 Igła - 400
- 9K310 Igła-1 - 100 (z Bułgarii)
- HN-5 (Strzała-2) - 200

Przeciwpancerne:
- Carl Gustaf - 1000

## Siły powietrzne

### Wyposażenie
Źródło: 
| MiG-29                    | Rosja                        | myśliwiec przewagi powietrznej          | MiG-29 9.12B MiG-29 9.13SE MiG-29UB 9.51 | 20 6 5 | Prawdopodobnie używane lub niedostarczone do innego klienta, zakupione w 2001 za 130 mln USD, w 2011 zakupiono 10 MiG-29B, 6 MiG-29SE i 4 MiG-29UB za 570 mln USD. Z samolotami zakupiono R-27 i R-73. |
| JF-17 Thunder             | Chiny · Pakistan             | Lekki myśliwiec wielozadaniowy          | Block 2                                  | 7      | Kontrakt na dostawę 16 sztuk podpisano w 2015 roku. |
| Chengdu F-7 Airguard      | Chiny                        | myśliwiec przechwytujący                | F-7M                                     | 21     | Od 1990 dostarczono 30 F-7M, uzbrojone w PL-2 i PL-5B. |
| Shenyang F-6 Farmer       | Chiny                        | myśliwiec przechwytujący                | FT-6                                     | 1      | |
| Samoloty sztumowe         |                              |                                         |                                          |        | |
| Nanchang A-5 Fantan       | Chiny                        | samolot szturmowy                       | A-5C FT-6                                | 20 1   | Od 1994 dostarczono 24 A-5. |
| Specjalnego przeznaczenia |                              |                                         |                                          |        | |
| Britten-Norman BN-2       | Wielka Brytania              | patrol morski                           | BN-2                                     | 5      | |
| Samoloty szkolno-bojowe   |                              |                                         |                                          |        | |
| Chengdu F-7 Airguard      | Chiny                        | szkolenie podstawowe                    | FT-7                                     | 6      | |
| Jak-130                   | Rosja                        | szkolenie zaawansowane                  |                                          | 18     | W kwietniu 2016 zamówiono 16. W lutym 2017 dostarczono trzy. 15 grudnia 2021 odebrano 6 kolejnych maszyn.                                                                                              |
| K-8 Karakorum             | Chiny                        | szkolenie zaawansowane/samolot wsparcia | K-8E                                     | 12     | 12 dostarczono w 1999. Dalszych 50 ma być zmontowanych lokalnie na licencji. |
| Mig-29                    | Rosja                        | szkolenie podstawowe                    | MIG-29B                                  | 5      | |
| SOKO G-4 Super Galeb      | Serbia                       | szkolenie zaawansowane/samolot wsparcia |                                          | 3      | W latach 1991–1992 dostarczono 6 z 20 z powodu zniszczenia fabryki. |
| Grob G-120A               | Niemcy                       | szkolenie wstępne                       | G120TP                                   | 20     | |
| Pilatus PC-9              | Szwajcaria                   | szkolenie podstawowe                    |                                          | 10     | |
| Pilatus PC-7              | Szwajcaria                   | szkolenie podstawowe                    | PC-7                                     | 16     | W latach 1979–1981 dostarczono 16. |
| Samoloty transportowe     |                              |                                         |                                          |        | |
| ATR 42                    | Francja                      | transportwiec                           | ATR42/72                                 | 6      | |
| Shaanxi Y-8               | Chiny                        | transportowiec                          | Y-8D2                                    | 5      | Dostarczono 4 sztuki w 1994. |
| Fokker F27                | Holandia · Stany Zjednoczone | transportowiec                          | F-27Fairchild FH-227                     | 2      | Jeden dla VIP, 6 sprowadzone z USA od 1978. |
| Beechcraft 1900           | Stany Zjednoczone            | transportowiec                          | 1900D                                    | 7      | |
| Pilatus PC-6              | Szwajcaria                   | użytkowy                                | PC-6                                     | 5      | W latach 1976–1978 dostarczono 7. |
| Harbin Y-12               | Chiny                        | użytkowy                                | Y-12-IV                                  | 2      | 2 w 1992. |
| Śmigłowce                 |                              |                                         |                                          |        | |
| Mi-8                      | Rosja                        | śmigłowiec transportowy                 | Mi-8MT                                   | 12     | Dostarczono 7 w 1995, 5 w 1997. |
| Mi-24                     | Rosja                        | śmigłowiec szturmowy                    | Mi-35P                                   | 9      | Dostawy 2010-2011, jeden utracono w 2013. |
| PZL W-3 Sokół             | Polska                       | śmigłowiec wielozadaniowy               | W-3                                      | 12     | Dostarczono 13 w 1991 (lub od 1990), 2 W-3S dla VIP. |
| Mi-2                      | Polska                       | śmigłowiec użytkowy                     |                                          | 22     | Dostarczono 22 w latach 1990–1992, w tym uzbrojone. |
| Eurocoptera EC120 Colibri | Francja Chiny                | treningowy                              | H120                                     | 3      | |
| Aérospatiale Alouette III | Francja                      | treningowy                              | SA316 SE3160                             | 13     | |
| Bell 205                  | Stany Zjednoczone            | śmigłowiec użytkowy                     |                                          | 2      | Ex-USA, policyjne, pomoc do walki z przestępczością narkotykową, 18 sztuk w 1975. |
| Bell 206                  | Stany Zjednoczone            | śmigłowiec użytkowy                     | 206A                                     | 4      | Ex-USA, policyjne, pomoc do walki z przestępczością narkotykową, 9 sztuk w 1975. |
| Bell 212                  | Stany Zjednoczone            | śmigłowiec użytkowy                     |                                          | 1      | |

### Wycofane
- Supermarine Spitfire (20 ex-RAF Mk.15 od 1953, 30 ex-izraelskich Mk.IX zakupiono w 1955)
- De Havilland Vampire T.55 (8 od 1954)
- Hawker Sea Fury (18 bojowych FB.11 i 3 T.20 ex-brytyjskich od 1957 lub 1958)
- Lockheed T-33A Shooting Star (10 ex-USAF od 1968))
- Percival Provost (40 szkolnych, uzbrojone T.53 od 1954)
- Cessna T-37C Tweet (12 od 1971)
- Bell 47D (13 z Japonii od 1956, reparacje wojenne)
- Mi-4A (3 sztuki od 1963)
- Kaman HH-43 Huskie (12 HH-43B od 1966)
- Aermacchi SF.260 (21 od 1975)

## Marynarka wojenna
Najmniejsze w siłach zbrojnych, liczące 19 000 ludzi, wykorzystują głównie rodzime, jugosłowiańskie i amerykańskie (przestarzałe) jednostki tj. trałowce, ścigacze i patrolowce. Sformowana po raz pierwszy w 1940 do działania przeciw Japonii, po uzyskaniu niepodległości w 1948 jej największym okrętem była fregata typu River - UBS Mayu oraz cztery małe kanonierki przekazane przez Royal Navy. Aktualna bandera została wprowadzona w 1974 roku (wraz ze zmianą flagi Birmy), wcześniejsza z 1948, wzorowana na brytyjskiej, miała czerwony krzyż na białym tle oraz białe gwiazdy na niebieskim tle w kantonie.
Okręty:
- 2 fregaty typu Kyan Sittha F12 Kyan Sittha i F14 Sin Phyushin (8 pocisków C-802), rodzime okręty z 2014 i 2015 roku
- 1 fregata F11 Aung Zeya (8 pocisków Ch-35 Uran), rodzimy okręt z 2010 roku
- 2 fregaty rakietowe typu 053H1 : F21 Mahar Bandula i F23 Mahar Thiha Thura (4 pociski C-802), ex-chińskie od 2012
- 3 korwety typu Anawratha: 771 UMS Anawratha,  772 UMS Bayinnaung i 773 UMS Tabinshwehti (4 pociski C-802), rodzime z 1996, 2007 i 2016